# Koh Phi Phi Leh

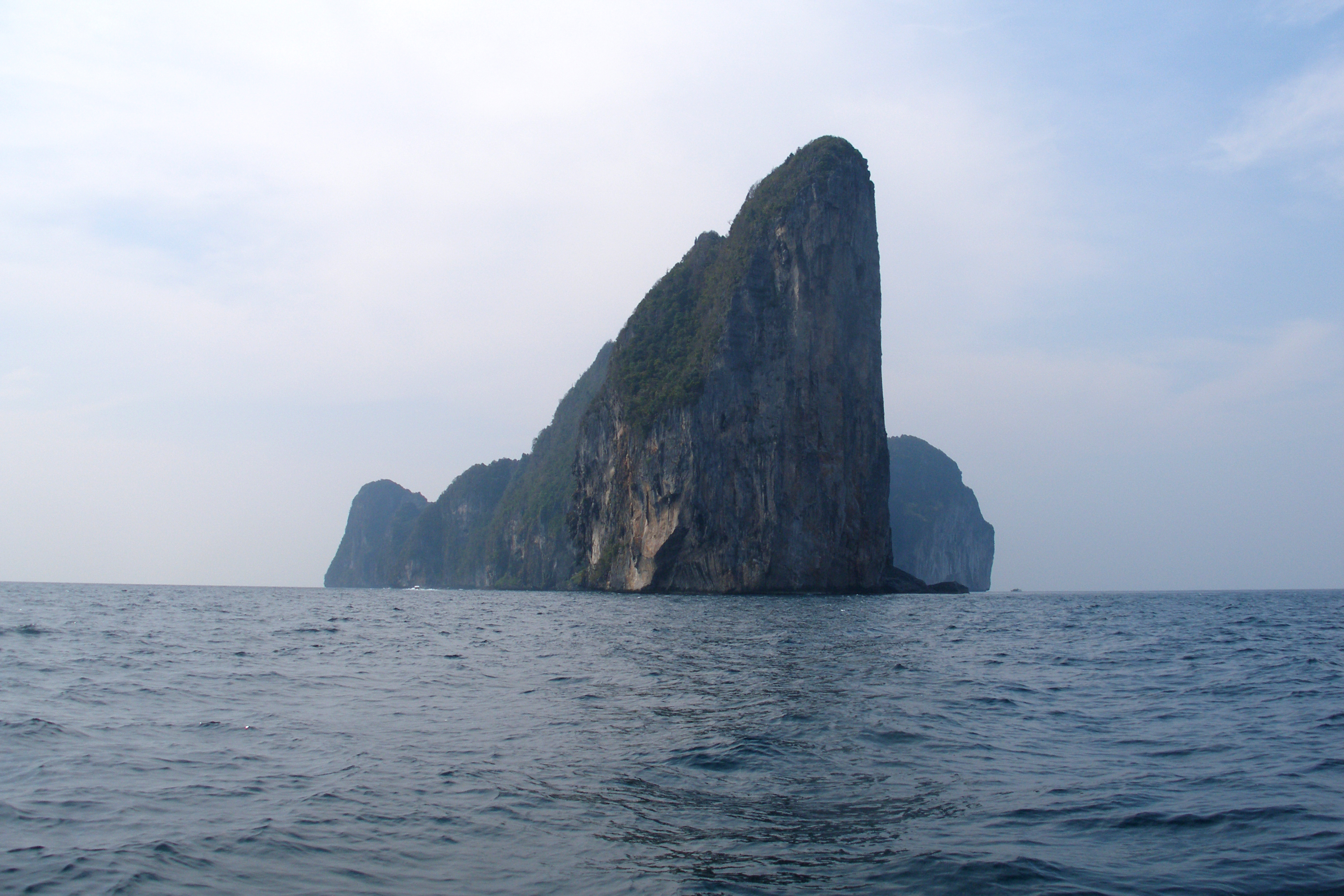
Koh Phi Phi Leh.

Koh Phi Phi Leh (eller Koh Phi Phi Lee) är en ö som ingår i ögruppen Phi Phi-öarna på Thailands västkust. Phi Phi Leh är mest känt för att här (vid Maya beach) spelades in ett flertal scener till filmen Beach (2000) med Leonardo DiCaprio i huvudrollen. Phi Phi Leh räknas som en av de vackraste öarna i Thailand.